# عشب الربيع الإكلوني
عشب الربيع الإكلوني (الاسم العلمي:Anthoxanthum ecklonii) هو نوع من النباتات يتبع جنس عشب الربيع من الفصيلة النجيلية.